# Кула Београд
Кула Београд (енгл. Belgrade Tower) је 42-спратни солитер, висине 168 метара, у оквиру пројекта Београд на води у Београду. Убрзо по почетку изградње постала је једна од знаменитости Београда.
Завршетком спољне конструкције 2022. постала је највиша зграда у Београду и на Западном Балкану. Са изузетком Турске, остала је највиша зграда на Балкану годину дана пре него што ју је надмашио Sky Fort од 202 метра у Софији. Међутим, и даље је највиша зграда у бившој Југославији.

## Карактеристике
Кула је смештена на насипу поред реке Саве и предвиђено је да ће постати „нови симбол главног града”, док су конструктори имали циљ да интегришу традиционалну београдску архитектуру са модерним развојем. Кула ће имати директан прилаз обалској променади, лоцираној у близини Београдске тврђаве. Биће спојена са старим делом града, преко јавног комплекса.
Архитекте су биле инспирисане оближњом реком, док су планирали изглед куле. Поред Авалског торња, ово ће бити највиша структура у Београду и укључиваће 190 хотелских соба на првих девет спратова, а од 14. до 39. спрата биће смештено 220 луксузних апартмана. Гости у хотелу и станари имаће приступ базену, теретани, простору за релаксацију и видиковцу на врху торња.

## Изградња

### Дизајн
Кулу Београд дизајнирала је међународно призната фирма „Скидмор, Овингс и Мерил“. Њихова позната дела укључују зграду 345 Калифорнија Центар у Сан Франциску, зграду Хенкок и Вилис кулу у Чикагу. Њихова најпознатија зграда је Бурџ Калифа у Дубаију, највиша зграда на свету.
Кула Београд има необичан дизајн који мења облик у висини 14. спрата, где се зграда „уврће”. То је један од ретких објеката овог типа који кроз само десет спратова постиже ротацију од 90 степени. Ротација зграде симболизује оно по чему је Београд препознатљив — ушће Саве у Дунав. На фасади од стаклених панела видеће се одраз реке и панораме града, чиме ће се добити привид флуидности.
Фасада Куле Београд састављена је од скоро 14.000 стаклених и других панела, а до деветог спрата уграђено је специфично birds first стакло са линијама видљивим само птицама, које им помажу да се не „сударају” са зградом. Још једна специфичност фасадних стакала је да су спектрално селективна, односно да максимално пропуштају светлост, а смањују губитак енергије.
Кула Београд је са тржним центром Галерија повезана пешачким мостом, одакле се лифтом стиже директно до видиковца. Зграда има и подземну гаражу на два нивоа са 305 паркинг места, док је друга подземна етажа планирана за стамбене оставе и пратеће техничке просторије.

### 13. спрат
Кула Београд је прва зграда у Србији која нема 13. спрат. Уместо уобичајеног 13. спрата, на 12. спрату предвиђен је дупли ниво. Број 13 се не налази на контролној табли ниједног од 15 лифтова, колико их има у згради.

## Сент Риџис
У септембру 2017. године објављено је да је хотелски ланац „Мериот” одабрао Кулу Београд за дом своје луксузне хотелске франшизе „Сент Риџис”. Београдски хотел је 7. у Европи и 61. у свету. Истовремено је објављено да ће Кула Београд угостити и „The Residences at The St. Regis Belgrade", прве брендиране Сент Риџис станове у Европи.

### Хотел Сент Риџис
Хотел Сент Риџис Београд заузима првих 11 спратова зграде и у понуди има 119 соба и апартмана са погледом на град или реку Саву. Хотел поседује препознатљив Сент Риџис бар. На другом спрату налази се базен, спа центар, теретана и просторије за састанке.
Најављено је да ће београдски хотел Сент Риџис у Србију донети и препознатљиву Сент Риџис батлер услугу, постављајући нове стандарде луксузног хотелског смештаја у Србији.
У приземљу зграде ће се налазити и Астор балска дворана као место за ексклузивна дешавања и посебне прославе.

### Брендирани станови Сент Риџис
Такозвани „The Residences at The St. Regis Belgrade” — брендирани Сент Риџис станови — нуде привилеговано искуство становања свима који траже врхунску удобност и најпрестижније место за живот. Простор од 14. до 19. спрата Куле Београд заузимају 32 стана из колекције „Signature”, од 20. до 37. спрата 170 станова из колекције „Grand”, и од 37. до 40. спрата 18 станова из колекције „Sky”. У згради се укупно налази 220 апартмана.
Продаја станова у Кули Београд почела је у мају 2019. године.

## Видиковац
Као највиша зграда у Србији, Кула Београд ће на врху, на 41. спрату, имати видиковац са погледом на целу престоницу, реке и знаменитости попут Београдске тврђаве, Храма Светог Саве и Авалског торња. Посетиоци ће до овог видиковца од 360 степени долазити брзим лифтовима. Кула Београд има 15 лифтова, а од приземља до ресторана и видиковца се стиже за 25 секунди.

## Медијска фасада
Од почетка 2022. године на медијској фасади Куле Београд се редовно обележавају значајни датуми и догађаји. 
За дочек Српске Нове године приређен је  троипоминутни светлосни спектакл у којем су преовлађивале боје српске тробојке. Пројекцијом српске заставе и поруке „Живела Србија” обележен је празник Сретење и Дан државности Републике Србије у фебруару 2022. У новембру 2022. године приказана је анимација у част ћирилице и реформатора српског језика Вука Караџића. Истог месеца, упућена је и порука подршке фудбалерима Србије пред наступ на Мундијалу у Катару 2022. У фебруару 2023. године, неколико десетина најоригиналнијих љубавних порука емитовано је на медија фасади Куле Београд, чиме је обележен Дан заљубљених. У јуну 2023, на фасади је обележен успех српског тенисера Новака Ђоковића који је освојио рекордну 23. Гренд слем титулу. У јуну 2023. године, приказана је специјална анимација у част Николе Јокића, српског кошаркаша који је преводио свој тим до прве шампионске НБА титуле у историји.

## Кула плаза
У подножју куле се налази плато назван Кула плаза, дизајниран од стране компаније SWA Group, намењен за одржавање културних догађаја, концерата и манифестација.